# Mexikansk cypress
Mexikansk cypress (Cupressus lusitanica, även Hesperocyparis lusitanica) är en växtart i släktet cypresser och familjen cypressväxter. Arten beskrevs av Philip Miller. Den omklassificerades 2009 av Jim A. Bartel till släktet Hesperocyparis, men de flesta auktoriteter har ännu inte godtagit ändringen. IUCN kategoriserar arten globalt som livskraftig.

## Utbredning och habitat
Arten återfinns i Centralamerika, från Mexiko i norr till Nicaragua i söder, där den växer på 1 000 till 4 000 meters höjd.